# L'Épouse de la mer
Pour plus de détails, voir Fiche technique et Distribution.
L'Épouse de la mer (Sea Wife) est un film d'aventures maritimes britannique réalisé par Bob McNaught et sorti en 1957.

## Synopsis
Michael Cannon (Richard Burton) revient à Londres après la Seconde Guerre mondiale et place des annonces dans les journaux dans le but de retrouver « L'Épouse de la mer », une connaissance dont il a perdu la trace. Cannon publie sous le nom de « Biscuit ». À un moment donné, il reçoit une lettre le convoquant à la maison de retraite et de soins psychiatriques d'Ely. Il y rencontre un homme malade surnommé « Bouledogue » (Basil Sydney), qui tente de persuader Biscuit d'abandonner ses recherches. Un retour en arrière révèle l'histoire.
En 1942, des gens s'entassent à bord d'un bateau pour fuir Singapour avant qu'elle ne tombe aux mains de l'Armée impériale japonaise. Biscuit rencontre « Bouledogue », qui insiste pour que le commissaire de bord noir du navire, surnommé plus tard « Numéro Quatre » (Cy Grant), expulse les gens de la cabine qu'il a réservée. Cependant, lorsqu'il constate qu'elle est occupée par des enfants affamés et des religieuses, il change d'avis à contrecœur. La religieuse qui lui tourne le dos est Sœur Thérèse, surnommée plus tard « L'Épouse de la mer » (Joan Collins). Plus tard, le navire est torpillé par un sous-marin. Biscuit, L'Épouse de la mer, Bouledogue et Numéro Quatre réquisitionnent un petit canot de sauvetage. Seul Numéro Quatre sait que L'Épouse de la mer est une religieuse ; elle lui demande de garder ce secret. Il devient vite évident que Bouledogue est un raciste qui se méfie de Numéro Quatre.
Plus tard, ils rencontrent un sous-marin japonais dont le capitaine leur donne à contrecœur de la nourriture et de l'eau lorsque Numéro Quatre négocie avec lui en japonais. Finalement, le quatuor débarque sur une île déserte. Numéro Quatre trouve une machette avec laquelle il construit un radeau plus solide en bois tropical. Une fois le projet achevé, Numéro Quatre insiste pour garder la machette pour lui, ce qui renforce la méfiance de Bouledogue. Pendant ce temps, Biscuit tombe amoureux de L'Épouse de la mer ; elle est tentée, mais rejette ses avances romantiques sans lui en donner la raison.
Enfin, les quatre sont prêts à prendre la mer. Bouledogue convainc Numéro Quatre de partir à la recherche de sa machette manquante, puis s'embarque sans lui. Lorsque Biscuit tente de l'arrêter, Bouledogue l'assomme d'un coup de rame. Numéro Quatre tente de rejoindre le radeau à la nage, mais il est tué par un requin. Quelques jours plus tard, les trois survivants sont recueillis par un navire et Biscuit est emmené à l'hôpital pour une longue convalescence. Lorsqu'il sort de l'hôpital, L'Épouse de la mer a disparu. Le retour en arrière se termine alors et le récit revient à la chambre d'hôpital de Bouledogue à Londres, où il informe Biscuit que L'Épouse de la mer est morte sur le bateau de sauvetage. Le cœur brisé, Biscuit quitte les lieux et passe devant deux religieuses sans remarquer que L'Épouse de la mer est l'une d'entre elles. Elle le regarde partir en silence.

## Fiche technique
- Titre français : L'Épouse de la mer[1]
- Titre original anglais : Sea Wife[2]
- Réalisateur : Bob McNaught
- Scénario : George K. Burke, Nigel Balchin
- Photographie : Edward Scaife
- Montage : Peter Taylor
- Musique : Kenneth V. Jones, Leonard Salzedo
- Producteurs : André Hakim (en)
- Sociétés de production : Alma Productions
- Pays de production :  Royaume-Uni
- Langue de tournage : anglais britannique
- Format : Couleurs - 2,35:1 - Son mono - 35 mm
- Durée : 82 minutes
- Genre : film d'aventures maritimes, mélodrame de guerre
- Dates de sortie :
  - Royaume-Uni : 4 avril 1957
  - France : 6 août 1958[1]
- Affiche : Boris Grinsson (France)

## Distribution
- Joan Collins : L'Épouse de la mer
- Richard Burton : Biscuit
- Basil Sydney : Bouledogue
- Cy Grant : Numéro quatre
- Ronald Squire : client du club
- Harold Goodwin : employé du Daily Telegraph
- Roddy Hughes : Barman du club
- Gibb McLaughlin : Porteur du club
- Lloyd Lamble : Capitaine 'San Felix'
- Ronald Adam : aumônier militaire
- Nicholas Hannen (en) : Passager âgé
- Beatrice Varley : Religieuse âgée

## Production
Richard Burton n'a accepté cette mission que parce qu'à l'époque, Roberto Rossellini avait été désigné par le studio Fox comme réalisateur du film. Cependant, avant le début du tournage en Jamaïque, Rossellini, dont le scénario aurait posé des problèmes de censure, s'est retiré de la production et a été remplacé par Bob McNaught.
Sentant dès le début du tournage que le film serait un échec, Burton concentre son énergie sur deux objectifs : Joan Collins, qui rejette ses avances, et la boisson, pour lutter contre l'insomnie. Pourtant, bien qu'il se soit réveillé tous les matins à 5 heures avec une terrible gueule de bois, il a été en mesure de fournir une journée de travail complète.
Les scènes de l'île déserte de ce film ont été photographiées sur le site d'Ocho Rios, en Jamaïque, qui avait déjà été utilisé pour des films tels que L'Île du désir (1953) et La Perle noire (1953). La ville de Kingston a représenté Singapour pendant les premières scènes du film et, avant le tournage de l'épisode du navire torpillé, Richard Burton a participé à un match de cricket avec certains des acteurs et figurants qui allaient être utilisés pour cette scène.